# Émile Tourtin
Émile Tourtin, né le 26 janvier 1844 à Avignon et mort à Tavel (Gard) le 29 mars 1931, est un photographe et un peintre français, devenu viticulteur au domaine de Montézargues.
Il est le frère du peintre et photographe Joseph Tourtin.

## Biographie

### Jeunesse et famille
Fils de Jacques François Tourtin, marchand de vin, et de Marie Thérèse Victoire Raous (ou Raoux), son épouse, Émile Barnabé Octave Tourtin naît à Avignon en 1844. Ses parents, mariés à Bollène en 1820, ont précédemment vécu à Saint-Laurent-des-Arbres puis à Paris, où leur sont nés trois autres enfants,, dont Joseph, futur artiste peintre et photographe lui aussi,. 
En juin 1872, Émile Tourtin, alors établi au Havre, reconnaît être le père d'une enfant naturelle, née de sa relation avec sa concubine, Hortense Alphonsine Royer (1849-1918),. Mariés en 1876 à Paris, les deux époux accueillent un fils l'année suivante,. Un autre fils naît en 1883 au no 69 rue Rochechouart,,.

### Parcours
Émile Tourtin exerce d'abord la profession de peintre, puis s'établit à Paris vers 1850[réf. nécessaire]. 
Il s'oriente vers la photographie[Quand ?] et travaille avec son frère Joseph. En 1869, installés au 32, rue Louis-le-Grand, ils exposent conjointement, sous le nom de Joseph-Émile Tourtin, plusieurs photographies lors de l'exposition de l'Union centrale des beaux-arts appliqués à l'industrie, au palais de l'Industrie. Peu après, Émile Tourtin s'installe comme photographe au Havre, no 128 du boulevard de Strasbourg,, et, en 1872, il ouvre une succursale à Rouen, au no 34 rampe Bouvreuil,. L'année suivante, il s'établit à nouveau à Paris, au no 8 du boulevard des Italiens, juste au-dessus du théâtre du prestidigitateur Robert-Houdin : il y reprend l'atelier du photographe Eugène Disdéri,,. Associé avec le photographe Ernest Schuchardt, il baptise son magasin Le Portrait moderne[réf. nécessaire]. En 1875, la presse relate une expérience de photo-spirite qu'il réalise malgré lui et sans succès pour satisfaire des disciples d'Allan Kardec. 
Joseph et Émile Tourtin présentent leurs premiers dessins au Salon de Paris de 1877. Ils remportent respectivement une médaille de bronze et une d'argent en photographie, à l'issue de l'Exposition universelle de 1878. La même année, Émile Tourtin perd un procès contre un photographe rouennais qui avait également utilisé l'expression « Photographie d'art » sur son enseigne. Après la mort de son frère Joseph, à Neuilly-sur-Seine, il est désigné subrogé tuteur de son neveu, notamment pour l'inventaire après décès réalisé dans l'atelier photographique de la rue Louis-le-Grand. Il continue d'exposer ses dessins jusqu'en 1882.
En 1888, il crée le premier appareil photographique reflex mono-objectif français qu'il appelle « l'Orthoscope »,,.
En 1894, les locaux du boulevard des Italiens sont repris par l'industriel Antoine Lumière, qui fait exploiter l'atelier photographique par son employé Beuscher[réf. nécessaire]. Le 30 janvier 1901, l'atelier, alors occupé par le photographe Clément Maurice, est détruit par un incendie. Émile Tourtin finit sa carrière de photographe dans l'atelier du boulevard de Strasbourg au Havre.
Vers 1897, il s'établit au domaine de Montézargues, à Tavel, où il devient viticulteur,,. En 1902, il est nommé premier président du Syndicat de propriétaires-viticulteurs des vins de Tavel.
Émile Tourtin est toujours recensé au domaine de Montézargues en 1926,.

## Œuvres
Émile Tourtin a produit, à côté des innombrables photos carte-de-visite alors en vogue, de nombreux portraits de célébrités de son époque, qui, reproduits en photoglyptie, font la couverture des magazines culturels des années 1870-1890 comme Paris-Théâtre. Ses clichés sont aussi utilisés, avec ceux d'Étienne Carjat ou Nadar, pour les nombreuses livraisons des Albums de la Galerie contemporaine. 

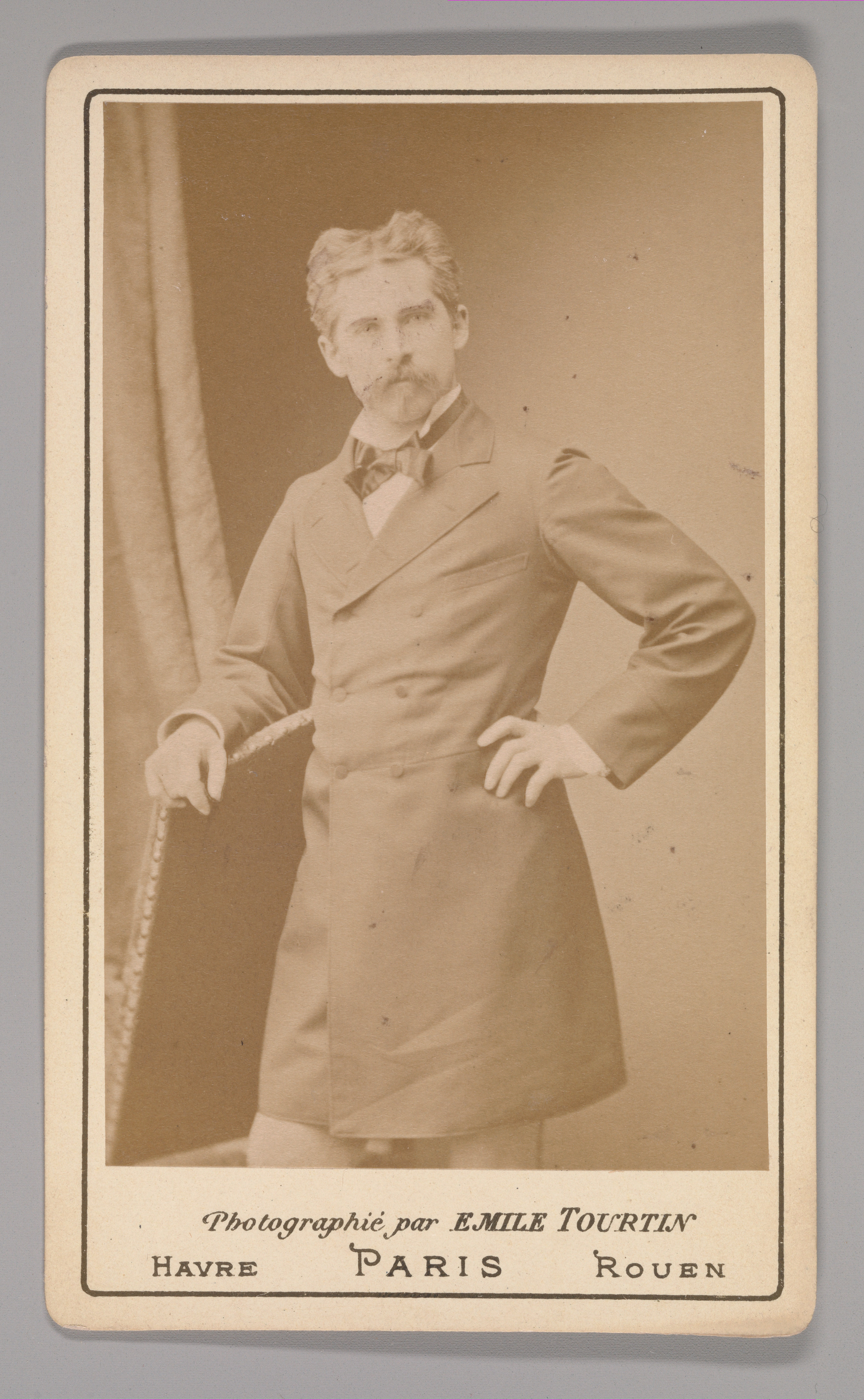
Inconnu sur un portrait carte-de-visite d’Émile Tourtin.
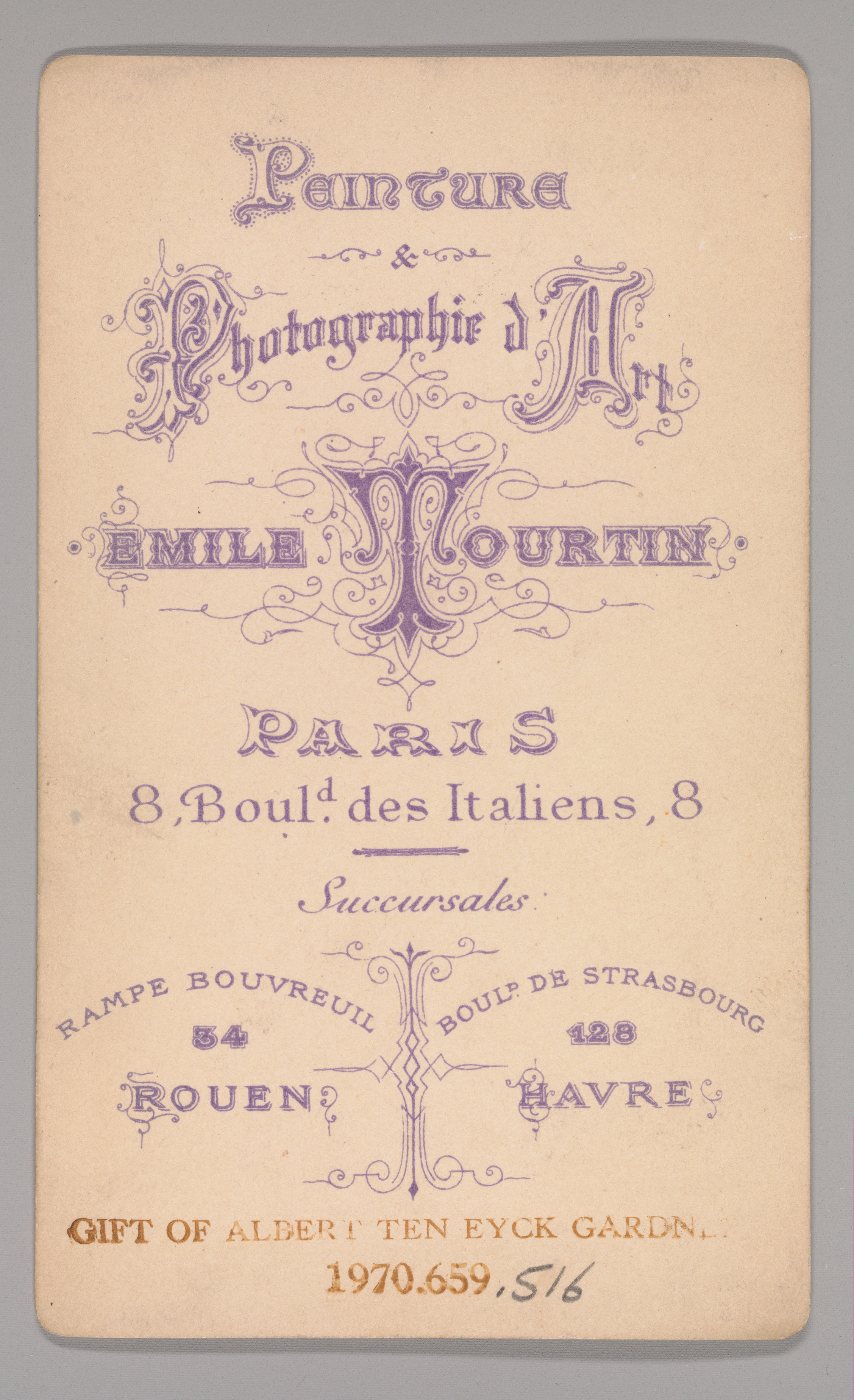
Dos d'une photo carte.
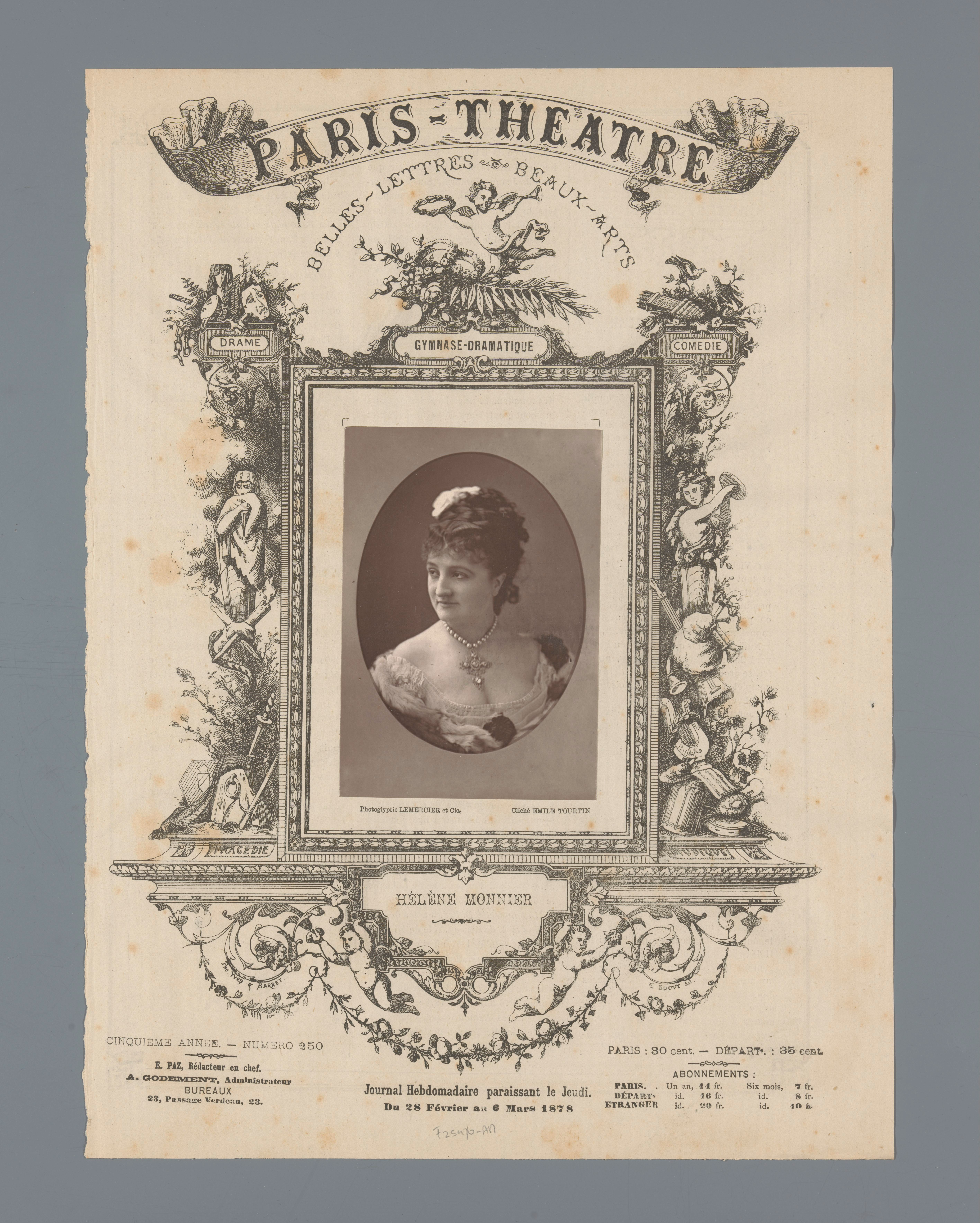
Paris-Théâtre en 1878, photoglyptie d'après Émile Tourtin.
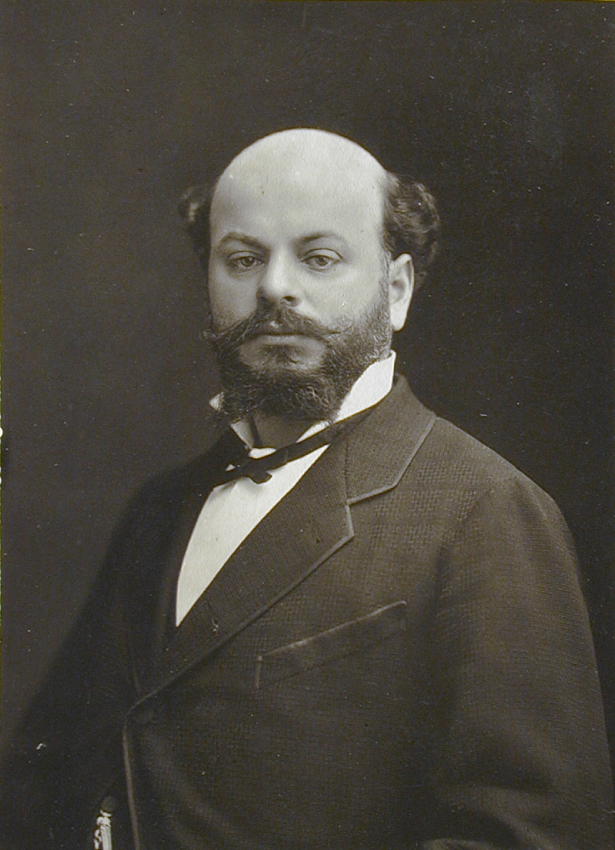
Le peintre Pierre-Marie Beyle, reproduction en photoglyptie pour La Galerie contemporaine, vers 1880.

## Expositions

### Photographies
- 1869 : Exposition de l'Union centrale des beaux-arts appliqués à l'industrie, palais de l'Industrie, Paris[14]
- 1875 : Exposition des beaux-arts du Havre, Société nationale havraise d'études diverses, Le Havre[38]. Émile Tourtin signe par ailleurs les photographies de la brochure Le Salon havrais, publiée à cette occasion[39].
- 1878 : Exposition universelle (médaille d'argent)[24]

### Dessins
- Salon de 1877 : Portrait de M. A. P.
- Salon de 1878 : Portrait de Mlle E. T., Portrait de M. A. P.
- Salon de 1879 : Portrait de Mlle H., Portrait de Mlle Ch.
- Salon de 1880 : Portrait de M. Edmond Turquet, Portrait du prince Louis-Jérôme Bonaparte
- Salon de 1881 : Portrait de M. Butin, Portrait de M. Duez
- Salon de 1882 : Portrait de Mlle B. S.

## Collections
- Bibliothèque nationale de France

## Sources
- Archives des notaires de Paris, Archives nationales, d'après De l'image fixe à l'image animée (1820-1910), documents du Minutier central des notaires de Paris relatifs à l'histoire des photographes et de la photographie, Marc Durand, Paris, Archives nationales, 2013